# Xã Caney, Quận Woodruff, Arkansas
Xã Caney (tiếng Anh: Caney Township) là một xã thuộc quận Woodruff, tiểu bang Arkansas, Hoa Kỳ. Năm 2010, dân số của xã này là 204 người.